# 東北人魂を持つJ選手の会
東北人魂を持つJ選手の会(とうほくじんたましいをもつジェイせんしゅのかい)とは、東日本大震災を機に東北地方のサッカー復興のために設立された任意団体。略称東北人魂。

## 概要
2011年に起きた東日本大震災において東北は甚大な被害を受け、サッカーにおいても各県のクラブやサッカー施設に多大な影響を受けた。これに対し、東北のサッカー復興を目指して、東北出身および東北にゆかりのある日本のプロサッカー選手によって設立された、ボランティア団体。
発起人は出身地の全国地方公共団体コード順に、柴崎岳（青森県）、小笠原満男（岩手県）、今野泰幸（宮城県）、熊林親吾（秋田県）、秋葉勝（山形県）、茂木弘人（福島県）の6人。
各々が所属するJリーグクラブ、日本サッカー協会(JFA)、(公社)Jリーグ、東北および東北各県サッカー協会、日本プロサッカー選手会と連携し、全国で東北復興に向けたチャリティー活動を行なっている。

## 参加選手
東北出身のJリーグ所属経験者で構成される「会員選手」に加え、東北にゆかりのある選手あるいは東北出身のなでしこリーグ所属選手で構成される「協力選手」が当団体に参加している。

### 会員選手
2013年4月5日現在
| - 青森県 - 柴崎岳 - 発起人 - 飯倉大樹 - 櫛引政敏 - 岩手県 - 小笠原満男 - 発起人 - 林勇介 - 山本脩斗 - 飯尾一慶 - 藤村慶太 - 谷村憲一 - 宮城県 - 今野泰幸 - 発起人 - 青山隼 - 芳賀博信 - 佐々木勇人 - 丹野研太 - 東浩史 - 遠藤康 - 奥山泰裕 - 大久保剛志 - 越後雄太 - 鈴木隆雅 | - 秋田県 - 熊林親吾 - 発起人 - 下田光平 - 加賀健一 - 山形県 - 秋葉勝 - 発起人 - 菅井直樹 - 渡部博文 - 土居聖真 - 鈴木翼 - 福島県 - 茂木弘人 - 発起人 - 髙萩洋次郎 - 本田慎之介 - 渡辺匠 - 萬代宏樹 |

### 協力選手
2012年3月30日現在
- 岩清水梓 - 岩手県出身。なでしこリーグ所属。
- 佐々木竜太 - 両親が岩手県出身
- 関口訓充 - 参加時ベガルタ仙台所属
- 中島浩司 - 仙台育英高出身
- 羽田憲司 - 両親が福島県出身

## 参考資料
- “【東北人魂】東北人魂を持つJ選手の会（略称：東北人魂）設立のお知らせ”.  J's GOAL (2011年5月9日). 2012年7月14日閲覧。
- “東北人魂を胸に、復興活動を続ける小笠原満男”.   スポーツナビ (2012年3月21日). 2012年7月21日閲覧。